# Megaxinus arabicus
Megaxinus arabicus is een tweekleppigensoort uit de familie van de Lucinidae. De wetenschappelijke naam van de soort is voor het eerst geldig gepubliceerd in 1997 door Glover & Taylor.